# Laelianthe
× Laelianthe,   es un híbrido intergenérico entre los géneros de orquídeas Guarianthe × Laelia. Fue publicado en Orchid Rev. 111(1254, Suppl.): 95 (2003).